# Маринер 6 и 7
Сонде Маринер 6 и Маринер 7 (Маринер Марс 69А и Маринер Марс 69Б) биле су део програма Маринер агенције НАСА, посвећеном истраживању Марса, и биле су прве летелице које су спровеле мисију истраживања једен планете у дуету. Обе летелице су лансиране са свемирског центра Кенеди на Флориди – Маринер 6 са лансирне рампе 36Б, а Маринер 7 са лансирне рампе 36А. Сонде су прелетеле преко екватора и јужних поларних региона Марса анализирајући атмосферу црвене планете и фотографишући површину. Примарни циљ обе мисије био је да се прикупи што више података о површини и атмосфери Марса током блиског пролета поред планете, како би се образовала основа за будућа истраживања, нарочито она везана за потрагу за ванземаљским животом, као и да се демонстритају и докажу технологије које ће се користити у будућим мисија. Сонда Маринер 6 је такође имала за циљ да инжењери стекну искуство и неке основне податке који ће бити од користи при пролету сонде Маринер 7 само 5 дана касније.

## Ток мисије
Дана 29. јула 1969. године, само недељу дана пре пролета поред Марса, лабораторија за млазни погон (ЈПЛ) је изгубила контакт са сондом Маринер 7. Инжењери су успели да поврате контакт користећи резервну антену, а затим су повратили и комуникацију преко примарне антене убрзо након пролета сонде Маринер 6. Сматра се да је узрок за овај губитак сигнала био гас који је процурео из једне од батерија (која је касније у потпуности отказала). На основу опсервација које је начинио Маринер 6, сонди Маринер 7 су посате додатне команде како би детаљније изучила одређена подручја на површини која су била од интереса научницима. На крају је Маринер 7 вратио више фотографија од Маринера 6, упркос отказу батерије.
Најближи пролет сонде Маринер 6 поред Марса догодио се 31. јула 1969. г. у 05.19.07 УТЦ на удаљености од 3.431 km од површине планете. Маринер 7 је пролетео поред планете 5. августа 1969. г. у 05.00.49 УТЦ на удаљености од 3.430 km. Ова удаљеност је дупло мања од удаљености на којој је пролетела сонда Маринер 4 неколико година раније (9.846 km).
Обе сонде су тренутно неактивне и налазе се у хелиоцентричној орбити.